# It's Late
«It's Late» (español: «Es tarde») es una canción perteneciente al género hard rock escrita por Brian May y realizada como sencillo del álbum News of the World en 1977 por la banda de rock inglesa Queen.
La canción fue una idea de Brian May, hacer una canción en tres actos teatrales para la letra de la canción.
La canción solo llegó al puesto #72 en los Estados Unidos que fue uno de los 4 países en que se realizó la canción como sencillo. 
La canción fue más adelante incluida en el álbum recopilatorio Queen Rocks.
Brian May uso la técnica del tapping un par de meses antes que Eddie Van Halen.
Se trata de la cuarta canción más larga de la historia de Queen solo superada por The Prophet's Song (8:21), The March of the Black Queen (6:33) e Innuendo (6:31).

## Miembros
- Freddie Mercury - Voz.
- John Deacon -  Bajo eléctrico.
- Brian May - Guitarra eléctrica y coros.
- Roger Taylor - Batería y coros.